# And&End
And&End è il sesto EP del gruppo musicale sudcoreano T-ara, pubblicato nel 2014 dall'etichetta discografica Core Contents Media insieme a KT Music.

## Il disco
Il 5 agosto 2014, il gruppo annunciò l'uscita di un nuovo disco per settembre. Il 19 agosto seguente venne diffusa una foto teaser e fu confermato l'11 settembre come data di pubblicazione dell'EP. Inoltre venne dichiarato che la title track avrebbe avuto come genere l'EDM (Electronic dance music), chiamato Big Room. Il 26 agosto, la Core Contents Media diffuse delle foto del gruppo, impegnate nella preparazione del disco. Il 2 settembre fu rivelata la tracklist, mentre il 5 il titolo dell'EP. Due giorni dopo, il 7, furono diffusi due video teaser. Il 10 settembre vennero pubblicate due versioni del video musicale di "Sugar Free", che raggiunsero il milione di visualizzazioni in solo tre ore sul sito YinYueTai, il più grande sito di video sharing in Cina; l'11 settembre uscì l'EP completo con una terza versione del video musicale. Il 23 settembre venne pubblicata la versione 'EDMCLUB' della title track, cantata in inglese, con un ulteriore video musicale.

## Tracce
1. Sugar Free (BigRoom Version) – 3:55 (Shinsadong Tiger, Nang-ee, Beom-ee)
2. Sugar Free – 3:55 (Shinsadong Tiger, Nang-ee, Beom-ee)
3. I Don't Want You (남주긴 아까워) – 2:58 (testo: Duble Sidekick – musica: Duble Sidekick, Radio Galaxy)
4. Orgr[11] – 2:58 (4th Hitter, S Kim)
5. Calender (지난 달력) – 2:47 (testo: Roco, Rocoberry – musica: Rocoberry)
6. If I See Her (그녀를 보면) – 3:10 (testo: Conan, Roco – musica: Conan)
7. Sugar Free (BigRoom Version) (Inst.) – 3:55 (Shinsadong Tiger, Nang-ee, Beom-ee)

## Formazione
- Boram – voce, rapper
- Qri – voce, rapper
- Soyeon – voce
- Eunjung – voce, rapper
- Hyomin – voce, rapper
- Jiyeon – voce, rapper